# Pamela Jelimo

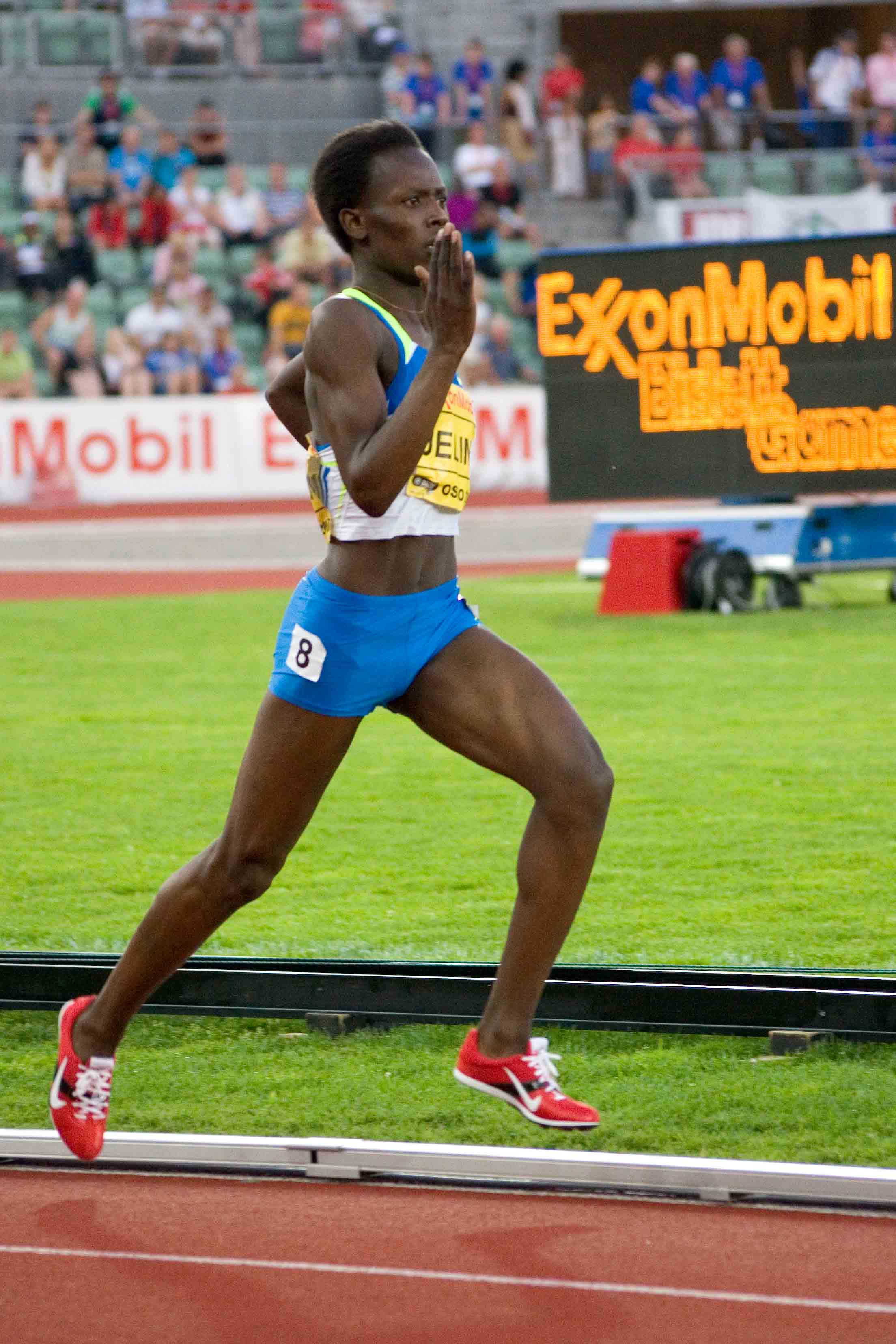
Jelimo bei den Bislett Games 2008

Pamela Jelimo (auch Chelimo geschrieben; * 5. Dezember 1989 in Kapsabet) ist eine kenianische Mittelstreckenläuferin und Olympiasiegerin (2008) im 800-Meter-Lauf. Mit ihrer Bestzeit von 1:54,01 über die 800 Meter, ist Jelimo die drittschnellste Läuferin in der Geschichte.
Jelimo begann mit 13 Jahren in ihrer Heimat in Kapsabet mit dem Laufsport. 2007 belegte sie bei den Kenianischen Meisterschaften den fünften Platz im 400-Meter-Lauf. Bei den Juniorenafrikameisterschaften siegte sie in 54,93 s. Nachdem von ihren Zeiten kein Durchbruch über diese Distanz zu erwarten war, plante sie für die Olympiasaison einen Umstieg auf die 800-Meter-Strecke und stellte ihr Training entsprechend um.
Ihren ersten Start über die neue Distanz absolvierte Jelimo im April 2008, als sie sich in 2:01,02 min für die Afrikameisterschaften qualifizierte. Am 4. Mai 2008 gewann sie dann in 1:58,70 min in Addis Abeba den Afrikameistertitel vor Maria de Lurdes Mutola. Am 25. Mai stellte sie in Hengelo den Juniorenweltrekord auf 1:55,76 min. Beim Golden-League-Auftakt in Berlin verbesserte sie am 1. Juni beim ISTAF Mutolas Afrikarekord von 1994 auf 1:54,99 min, am 18. Juli unterbot sie in Saint-Denis diesen Rekord mit 1:54,97 min. Nach vier Golden-League-Meetings der Saison 2008 war außer Pamela Jelimo nur noch die Hochspringerin Blanka Vlašić Konkurrentin um den Jackpot von einer Million US-Dollar. Bei den Olympischen Spielen 2008 in Peking gewann Jelimo die Goldmedaille mit neuem Juniorenweltrekord von 1:54,87 min vor ihrer Mannschaftskameradin Janeth Jepkosgei Busienei. Am 29. August 2008 verbesserte Jelimo in Zürich, beim Golden-League-Meeting Weltklasse Zürich zum wiederholten Male ihren eigenen Junioren- und Afrikarekord. Sie lief dort eine Zeit von 1:54,01 min und unterbot damit ihre Bestmarke um 86 Hundertstelsekunden.
Am 6. September 2008 gewann Jelimo in Brüssel mit dem Memorial Van Damme auch das sechste und damit letzte Golden-League-Meeting der Saison und sicherte sich so den alleinigen Jackpot über eine Million US-Dollar, da die bis vor diesem Abschluss gleichauf liegende Hochspringerin Blanka Vlašić in ihrer Disziplin nicht gewinnen konnte.
Die 1,70 m große Jelimo, für die als Spitzname in der Presse die Bezeichnung Kapsabet express verwendet wird, stand ebenfalls im Aufgebot der kenianischen Mannschaft für die Olympischen Spiele 2012 und belegte in London auf der 800-Meter-Strecke im olympischen Finale den 3. Rang.
Trainiert wird die auf Vereinsebene für die kenianische Polizei (Kenya Police) startende, mit Peter Murray verheiratete Jemilo von Gregory Kilonzo und Benjamin Engelhart.